# Sainte-Croix-sur-Orne
Sainte-Croix-sur-Orne ist eine Commune déléguée in der französischen Gemeinde Putanges-le-Lac mit 76 Einwohnern (Stand: 1. Januar 2022) im Département Orne in der Region Normandie.
Mit Wirkung vom 1. Januar 2016 wurden die bisherigen Gemeinden Chênedouit, La Forêt-Auvray, La Fresnaye-au-Sauvage, Ménil-Jean, Putanges-Pont-Écrepin, Rabodanges, Les Rotours, Saint-Aubert-sur-Orne und Sainte-Croix-sur-Orne zu einer Commune nouvelle mit dem Namen Putanges-le-Lac zusammengeschlossen und haben in der neuen Gemeinde den Status einer Commune déléguée. Der Verwaltungssitz befindet sich im Ort Putanges-Pont-Écrepin. Die Gemeinde Sainte-Croix-sur-Orne gehörte zum Arrondissement Argentan und zum Kanton Athis-de-l’Orne.

## Geografie
Saint-Croix-sur-Orne liegt am rechten Ufer der Orne, am Rand des Lac de Rabodanges. Der Ort liegt 21 Kilometer nordöstlich von Flers. Die Commune déléguée erstreckt sich über eine Fläche von 3,81 km².

## Etymologie
1150 hieß der Ort Sancta Crux. Der Namensbestandteil Croix bezeichnet dabei mit Sicherheit ein christliches Kreuz.

## Kultur und Sehenswürdigkeiten

### Das Manoir
Das Herrenhaus namens Manoir de la Cour befindet sich in der Nähe der Dorfkirche und wurde in der Mitte des 15. Jahrhunderts von François d’Osmond gebaut. Dies belegt das Wappen auf der Eingangstür. Das Gebäude besitzt zwei runde Türme.

### Die alte Brücke von Sainte-Croix
Die Brücke von Sainte-Croix war rund hundert Meter lang, ließ allerdings nur Platz für ein Auto. Die Überreste der während des Zweiten Weltkriegs zerstörte gotische Brücke verschwanden durch die Aufstauung der Orne. Auf dem zentralen Pfeiler der Brücke befand sich ein Kalvarienberg, die ebenfalls zerstört wurde. Später wurde auf einem Bauernhof bei Putanges-Pont-Écrepin ein Kalvarienberg entdeckt, die der Gemeinde geschenkt und am 5. Mai 1985 gesegnet wurde.

### Kapelle Saint-Roch
Die Verehrung des heiligen Rochus entstand als Folge der diversen Pestwellen des Mittelalters. Der Bau dieser Kapelle wurde jedoch erst 1867 begonnen. Die romanische Kapelle besitzt sechs Glasfenster und den Altar einer ehemaligen Kirche in Briouze.

### Die Kirche
Die Dorfkirche wird von einem kleinen Friedhof umgeben. Im 19. Jahrhundert wurde sie wieder aufgebaut. Sie besitzt einen Altar von 1745, der 1920 neu angemalt wurde.

### Der Kalkofen
Im Weiler Le Cul de Chaudron befindet sich ein Kalkofen, der dem Weiler vermutlich seinen Namen gegeben hat.

Daneben gibt es in Sainte-Croix-sur-Orne ein renoviertes Lavoir.

## Bevölkerungsentwicklung
| Jahr      | 1962 | 1968 | 1975 | 1982 | 1990 | 1999 | 2008 | 2013 |
| Einwohner | 88   | 89   | 71   | 66   | 61   | 61   | 79   | 74   |